# Les Jardins-de-Napierville
Les Jardins-de-Napierville (en español Los Jardines de Napierville) son un municipio regional de condado (MRC) de la provincia de Quebec, Canadá. Este MRC está ubicado en la región del Vallée-du-Haut-Saint-Laurent en Montérégie. Su capital es Saint-Michel y Saint-Rémi es el municipio más poblado. La calidad de los suelos y las condiciones climáticas favorables lo valen el sobrenombre de Jardin hortícola de Quebec.

## Geografía

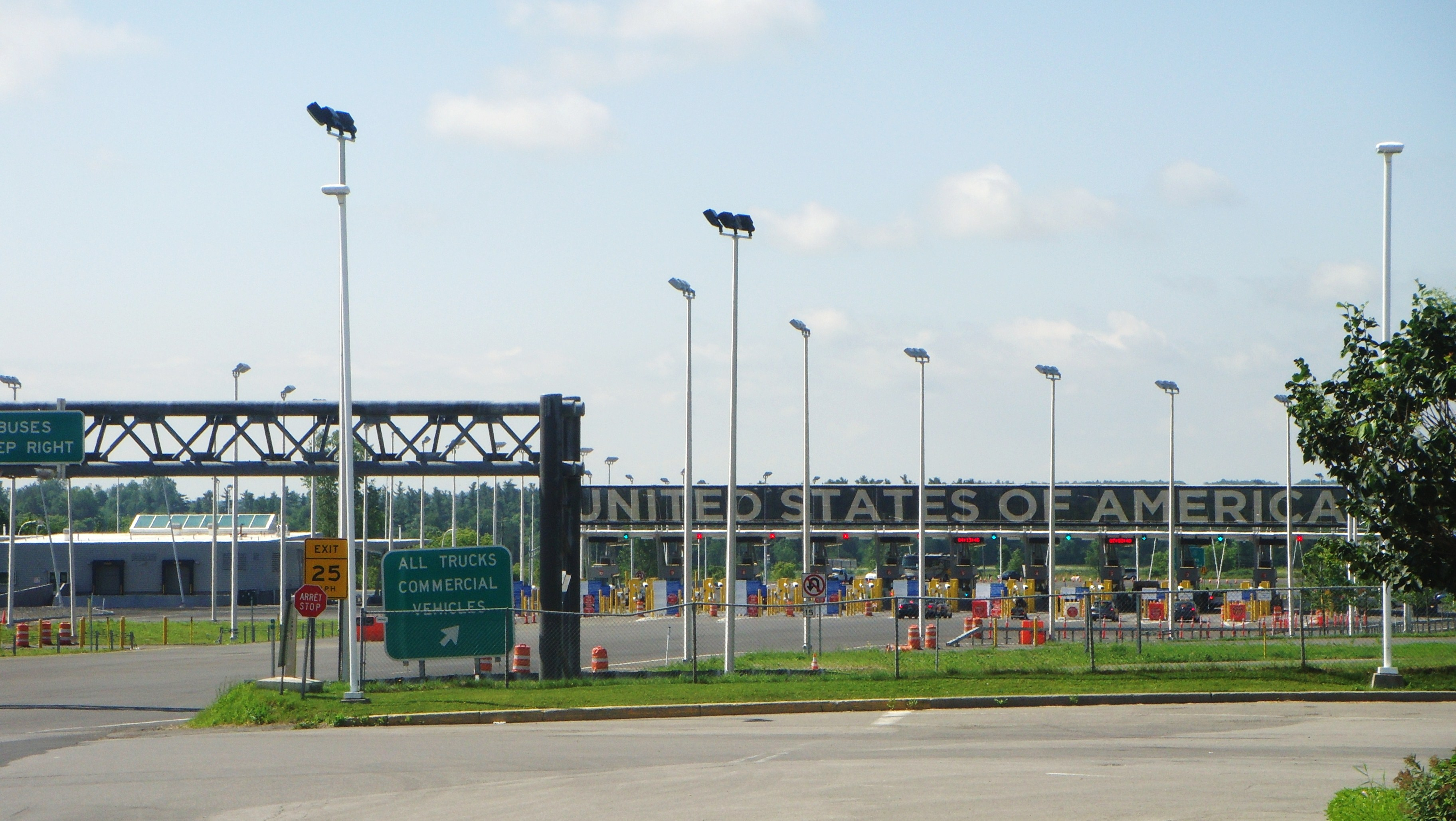
Frontera Canada-EE. UU. en Saint-Bernard-de-Lacolle.

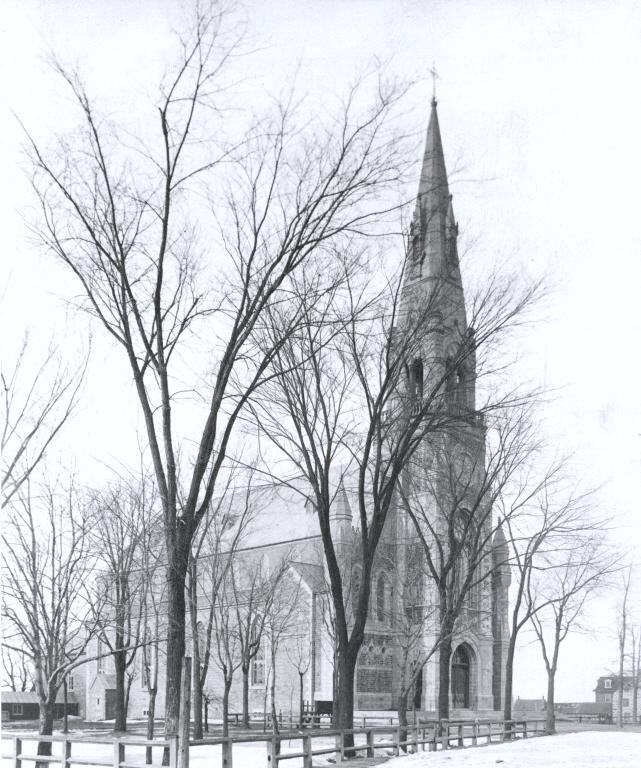
Iglesia Saint-Cyprien en Napierville.

Les Jardins-de-Napierville se encuentran entre el MRC de Roussillon al norte, el MRC de Le Haut-Richelieu al este, el condado de Clinton en el estado estadounidense de Nueva York al sur, así con los MRC de Le Haut-Saint-Laurent y de Beauharnois-Salaberry al oeste. El área en zona agrícola cubre 97,7 % de todo el territorio.

## Política
El prefecto es Paul Viau. El MRC hace parte de las circunscripciones electorales de Huntingdon y Sanguinet a nivel provincial y de Beauharnois-Salaberry a nivel federal.

## Demografía
Según el censo de Canadá de 2011, había 26 234 personas residiendo en este MRC con una densidad de población de 32,7 hab./km². La población ha aumentado de 8,8 % entre 2006 y 2011. El número total de inmuebles particulares resultó de 10 742 cuyos 10 237 ocupados por residentes habituales.

## Componentes
Hay 11 municipios en el MRC.
| Código | Nombre                       | Tipo      | Fecha de constitución | Área total (km²) | Área agua (km²) | Área tierra (km²) | Población 2013 | Densidad (hab./km²) |
| ------ | ---------------------------- | --------- | --------------------- | ---------------- | --------------- | ----------------- | -------------- | ------------------- |
| 68005  | Saint-Bernard-de-Lacolle     | Parroquia | 01.07.1855            | 113,42           | 0,29            | 113,13            | 1477           | 13,1                |
| 68010  | Hemmingford                  | Pueblo    | 01.01.1878            | 0,91             | -               | 0,91              | 844            | 927,5               |
| 68015  | Hemmingford                  | Cantón    | 01.07.1855            | 157,51           | 0,43            | 157,08            | 1824           | 11,6                |
| 68020  | Sainte-Clotilde              | Municipio | 02.04.1885            | 78,49            | 0,38            | 78,11             | 1740           | 22,3                |
| 68025  | Saint-Patrice-de-Sherrington | Municipio | 01.07.1855            | 92,57            | 0,08            | 92,49             | 1995           | 21,6                |
| 68030  | Napierville                  | Municipio | 01.01.1873            | 4,49             | -               | 4,49              | 3654           | 813,8               |
| 68035  | Saint-Cyprien-de-Napierville | Municipio | 01.07.1855            | 97,91            | 0,75            | 97,16             | 1938           | 19,9                |
| 68040  | Saint-Jacques-le-Mineur      | Municipio | 01.07.1855            | 67,68            | 0,27            | 67,41             | 1654           | 24,5                |
| 68045  | Saint-Édouard                | Municipio | 01.07.1855            | 52,51            | 0,01            | 52,50             | 1367           | 26,0                |
| 68050  | Saint-Michel                 | Municipio | 01.07.1855            | 60,13            | 0,26            | 59,87             | 2971           | 49,6                |
| 68055  | Saint-Rémi                   | Ciudad    | 20.09.1975            | 78,80            | 0,20            | 78,60             | 7878           | 100,2               |
| 680    | Les Jardins-de-Napierville   | MRC       | 01.01.1982            | 804,42           | 2,67            | 801,75            | 27 342         | 34,1                |